# University of Kent
University of Kent är ett universitet i Storbritannien.   Det ligger i grevskapet Kent och riksdelen England, i den sydöstra delen av landet, 90 km öster om huvudstaden London. 